# Comamonas thiooxydans
Comamonas thiooxydans es una especie de bacteria gramnegativa del género Comamonas. Fue descrita en el año 2011. Su etimología hace referencia a oxidación de azufre. Es aerobia y móvil por flagelo polar. Catalasa y oxidasa positivas. Temperatura de crecimiento entre 12-40 °C. Forma colonias lisas, redondas y de color cremoso.  Tiene capacidad para oxidar el tiosulfato. Se ha aislado de una fuente sulfurosas y de suelos contaminados. También se ha aislado de pacientes con infección urinaria, y algunas cepas pueden ser portadoras de carbapenemasas.